# Caplutta Sogn Benedetg

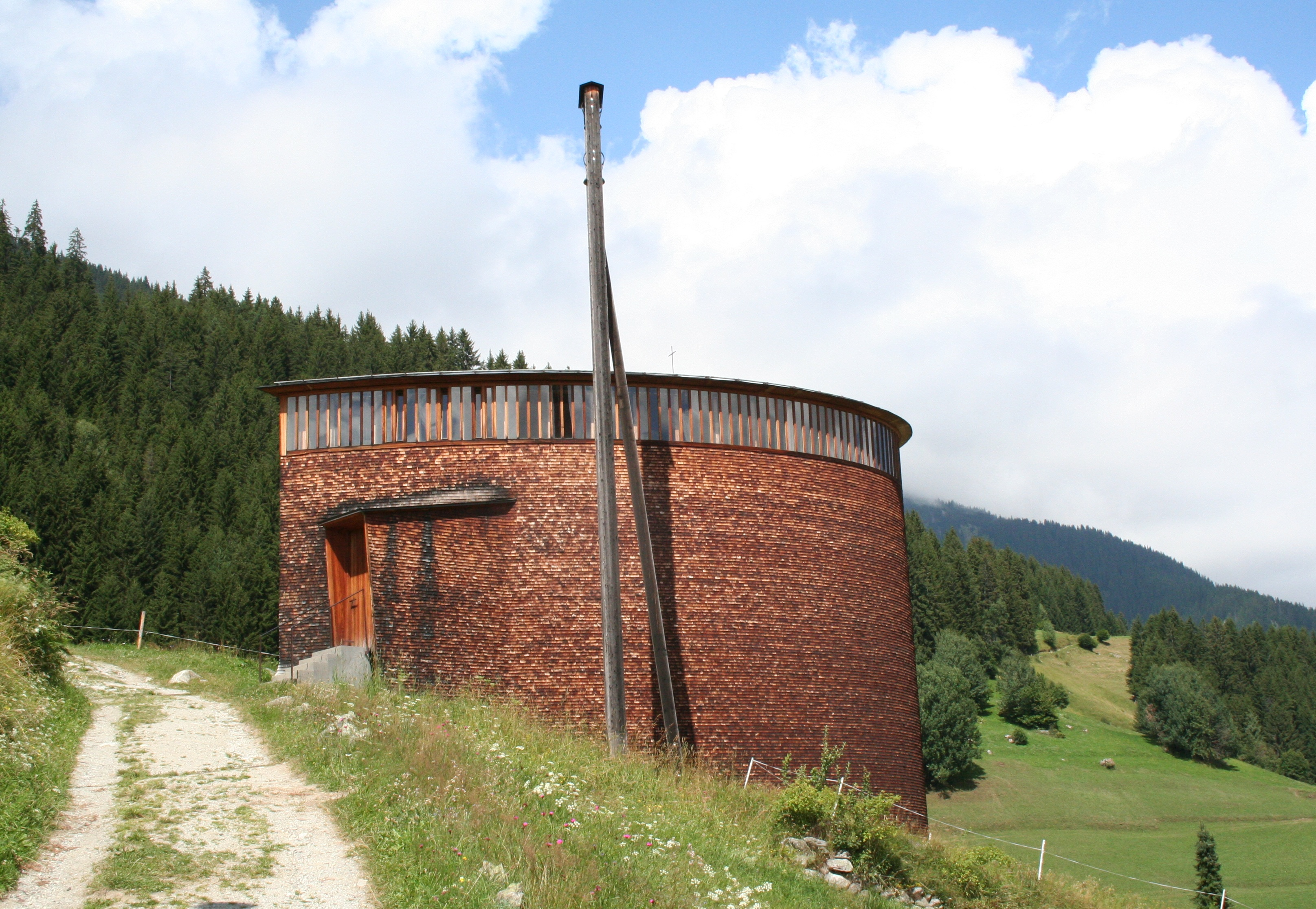
Caplutta Sogn Benedetg

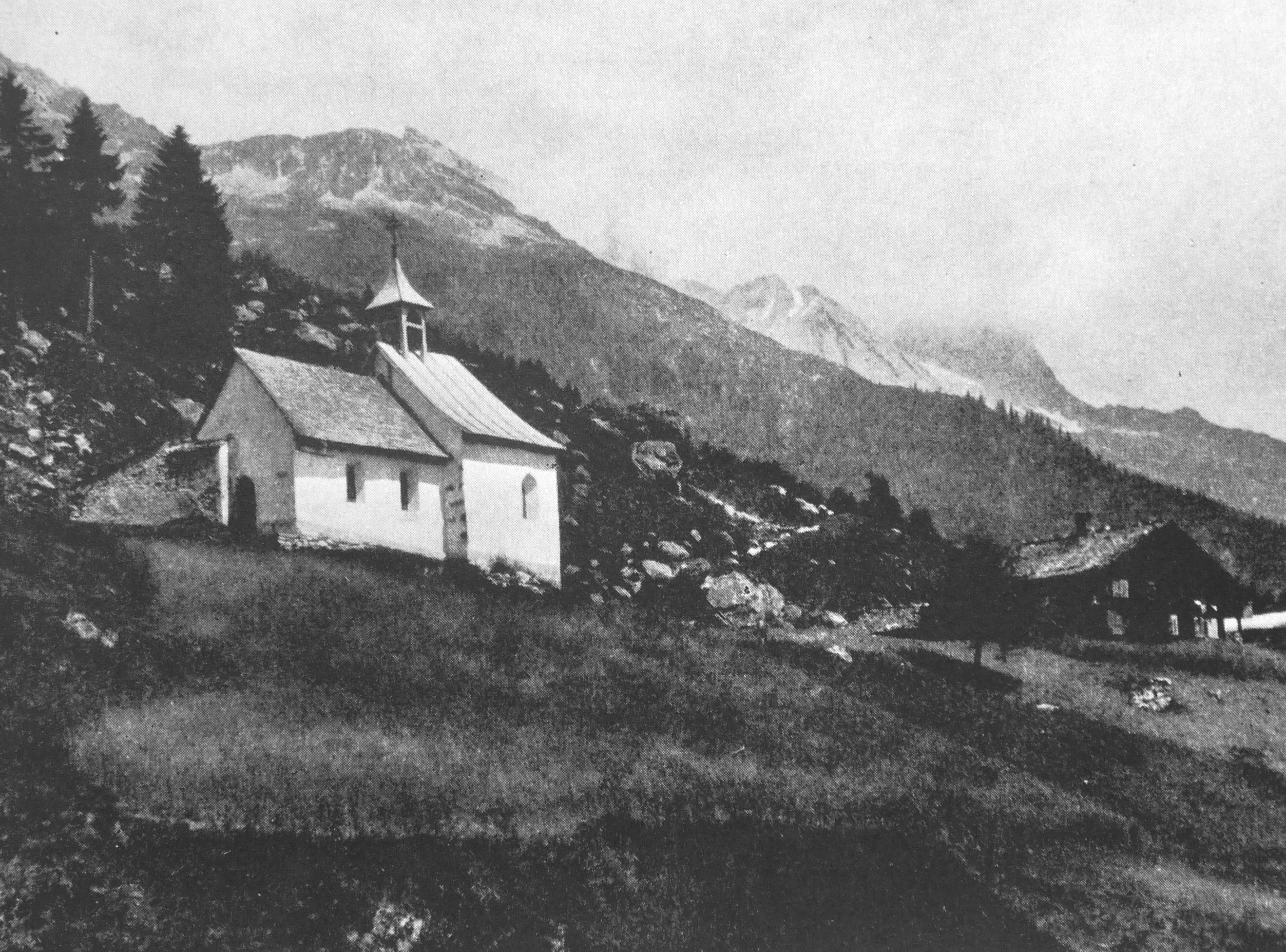
Die 1984 zerstörte Kapelle von 1920

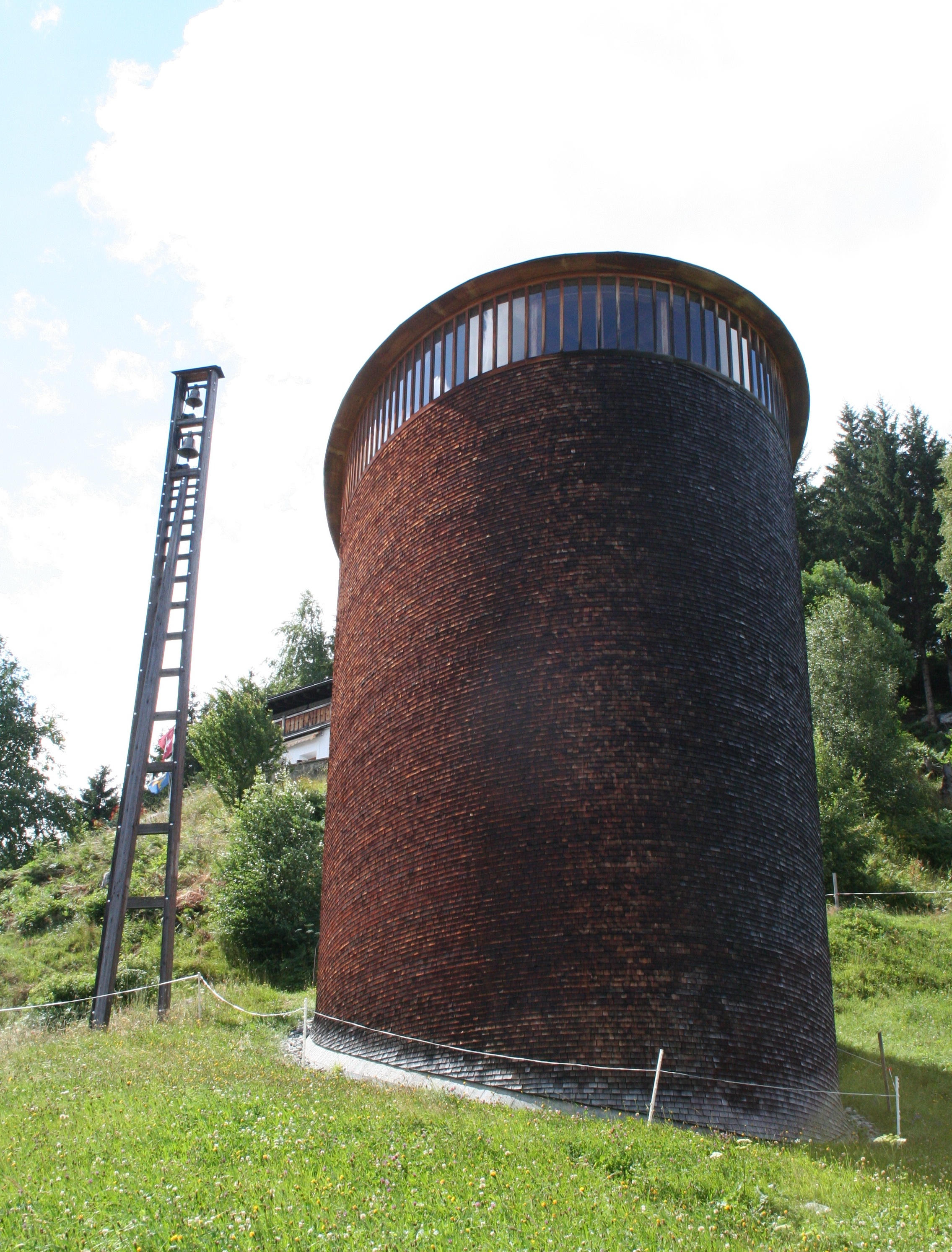

Die Caplutta Sogn Benedetg (Kapelle des Heiligen Benedikt) steht im Weiler Sogn Benedetg oberhalb des Dorfes Sumvitg in der Surselva im schweizerischen Kanton Graubünden.

## Geschichte
Als 1984 eine Lawine die barocke alte Kapelle zerstörte, beschloss das Kloster Disentis als Eigentümer, eine neue Kapelle zu errichten. Der Gewinner eines Architekturwettbewerbes waren Peter Zumthor und Annalisa Zumthor-Cuorad, die 1985 bis 1989 die neue Kapelle auf einem anderen Standort im Dorf erbauten. Jürg Buchli und Jürg Conzett waren die Ingenieure. Die Baukosten betrugen 600'000 CHF.

## Beschreibung
Die Caplutta ist aus Holz gebaut. Durch das Sonnenlicht wird die geschindelte Aussenhaut dunkel, schwarz im Süden, silbergrau im Norden, wie die alten Bauernhäuser. Die tropfenförmige Grundform kann als halbiertes Unendlichkeitszeichen gedeutet werden. 
Der sich über das Gelände erhebende Baukörper erinnert an ein Boot auf einer Welle. Im Innern erscheint die Einheit von Dach und Stützen als grosser Baldachin. Die Anordnung der Deckenbalken wirkt wie die Rippen der Blatts eines Baumes. Das unterhalb der Dachtraufe umlaufende Fensterband erhellt die silbrige Wand hinter den Stützen und vermittelt dem Raum eine spezielle Lichtstimmung.

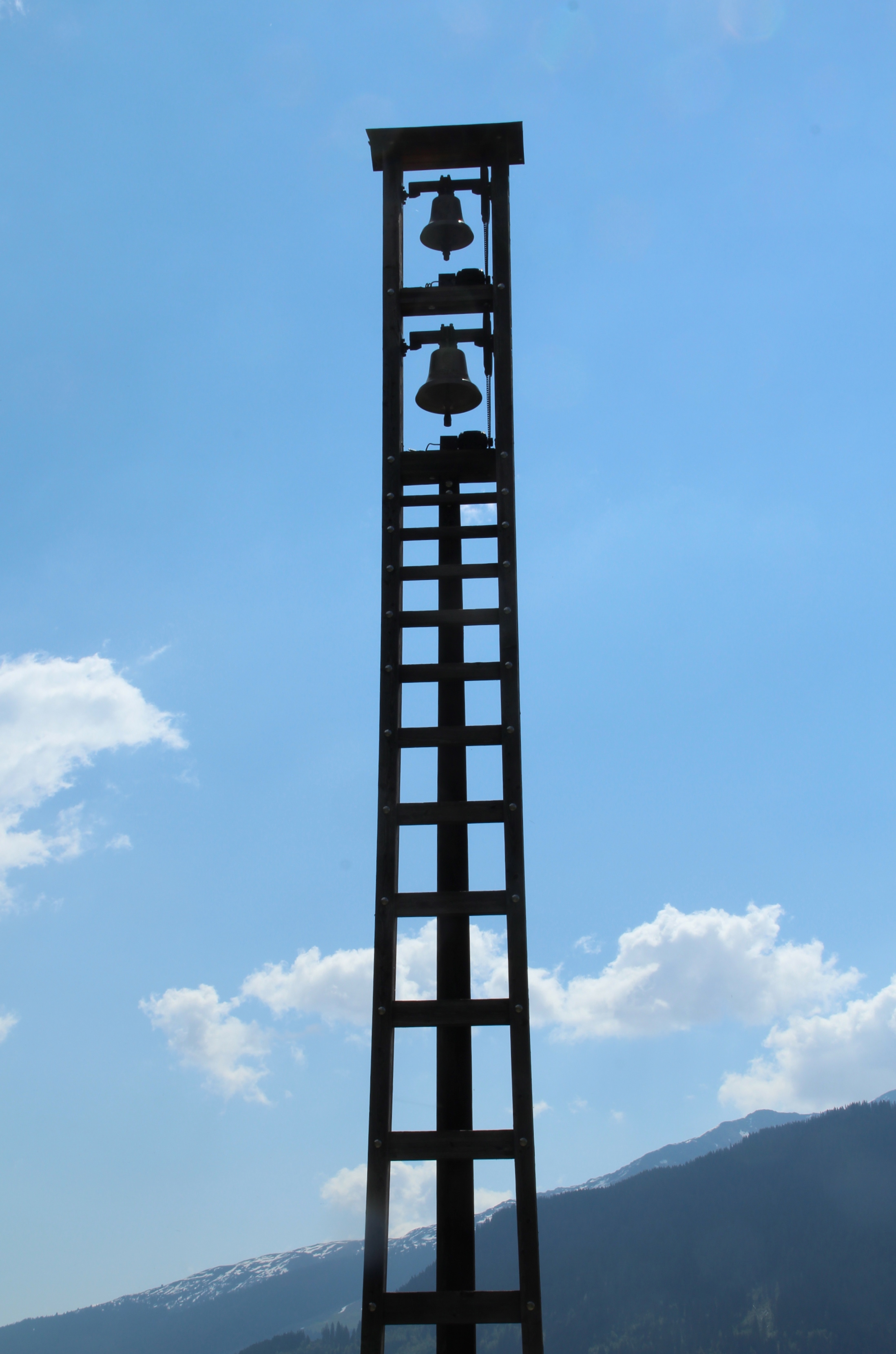
Der Glockenträger

Daneben steht der turmähnliche Glockenträger für zwei kleine Glocken. Er hat keine Verbindung zum Kapellengebäude und ähnelt einer sich nach oben verjüngenden Leiter, ein möglicher Bezug zur biblischen Jakobsleiter.

## Auszeichnungen und Preise
- 1992: Neues Bauen in den Alpen
- 1994: Auszeichnung für gute Bauten Graubünden
- 2019: im Rahmen der Kampagne «52 beste Bauten – Baukultur Graubünden 1950–2000» erkor der Bündner Heimatschutz das von Peter Zumthor 1989 Kapelle in Sumvitg als eines der besten Bündner Bauwerke[4]